# Isla Tenglo
L'Isla Tenglo è un'isola del Cile meridionale, situata a sud-ovest di Puerto Montt, di fronte al quartiere di Angelmó, nel Seno Reloncaví. Appartiene alla regione di Los Lagos e alla provincia di Llanquihue; è amministrata dal comune di Puerto Montt.
L'isola Tenglo, stretta e lunga, misura 5 km di lunghezza, ed è separata dalla terraferma dal canale Tenglo. L'altra isola che appartiene al comune di Puerto Montt è Maillén che si trova a sud di Tenglo.

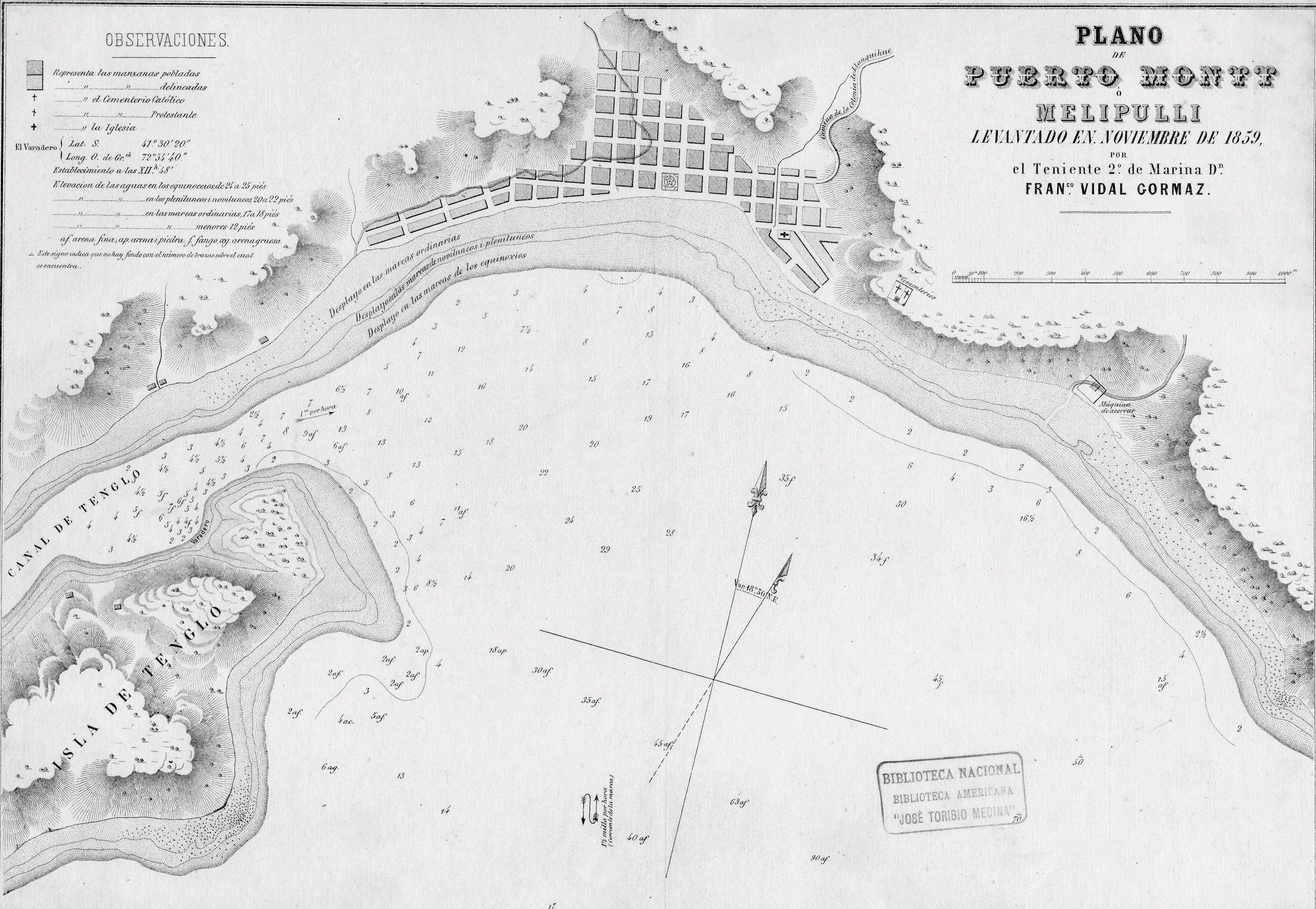
mappa di Puerto Montt del 1859 con l'isola Tenglo